# Aegomorphus binocularis
Aegomorphus binocularis es una especie de escarabajo longicornio del género Aegomorphus,  subfamilia Lamiinae. Fue descrita científicamente por Martins en 1981.
Se distribuye por América del Sur, en Brasil. Mide 9,9-11,2 milímetros de longitud.